# Entraunes
Entraunes är en kommun i departementet Alpes-Maritimes i regionen Provence-Alpes-Côte d'Azur i sydöstra Frankrike. Kommunen ligger  i kantonen Guillaumes som ligger i arrondissementet Nice. År 2022 hade Entraunes 130 invånare.

## Befolkningsutveckling
Antalet invånare i kommunen Entraunes
Referens: INSEE

## Galleri

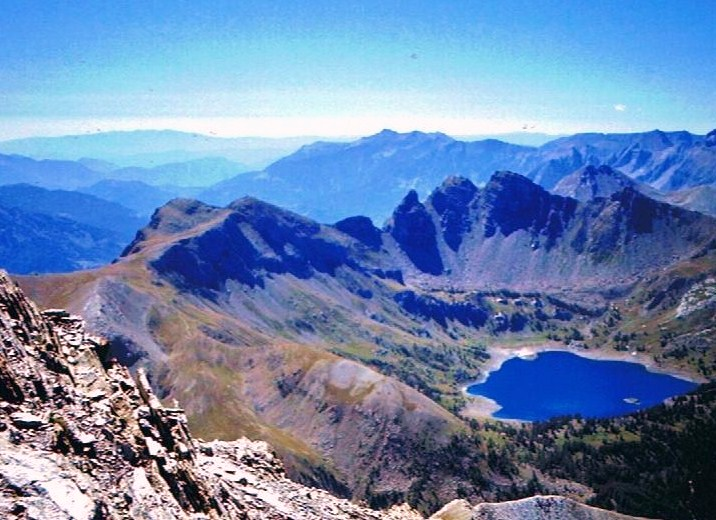
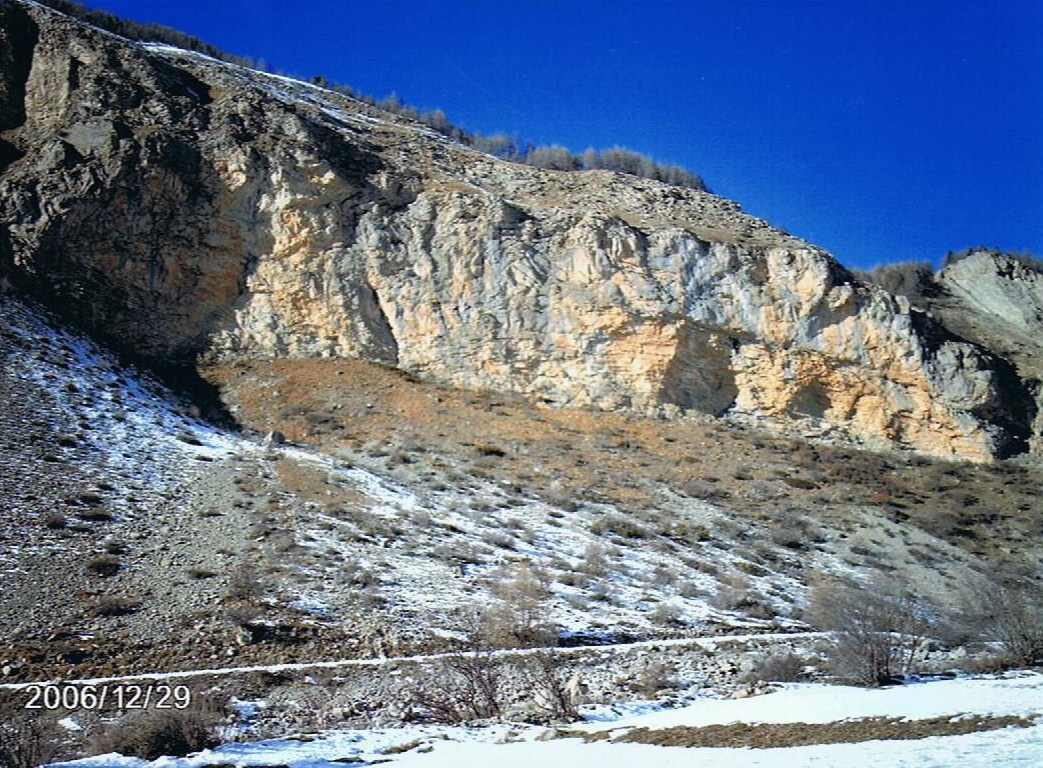
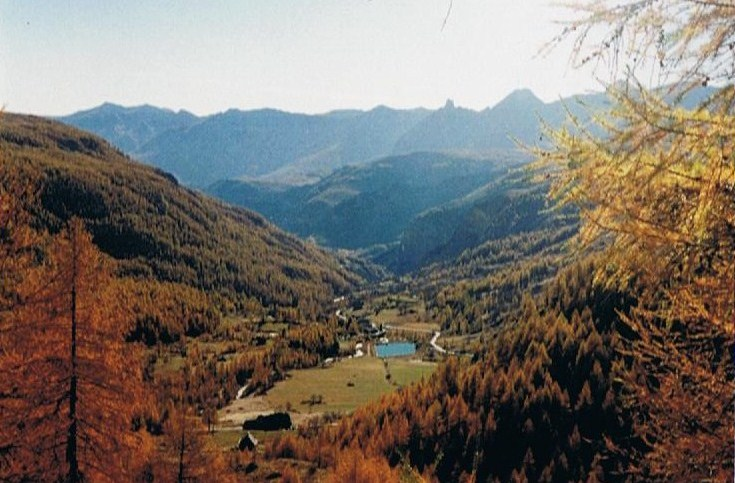
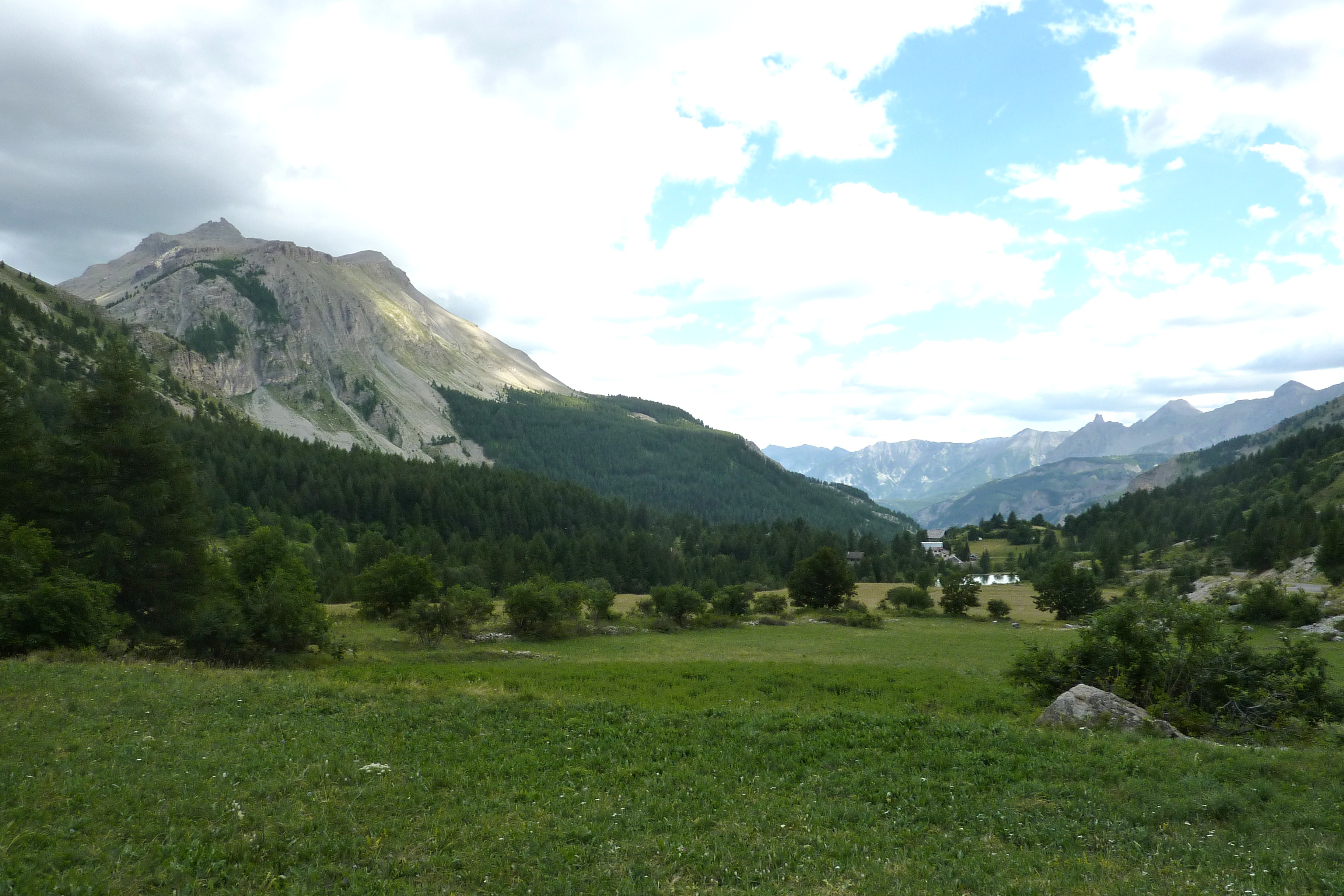
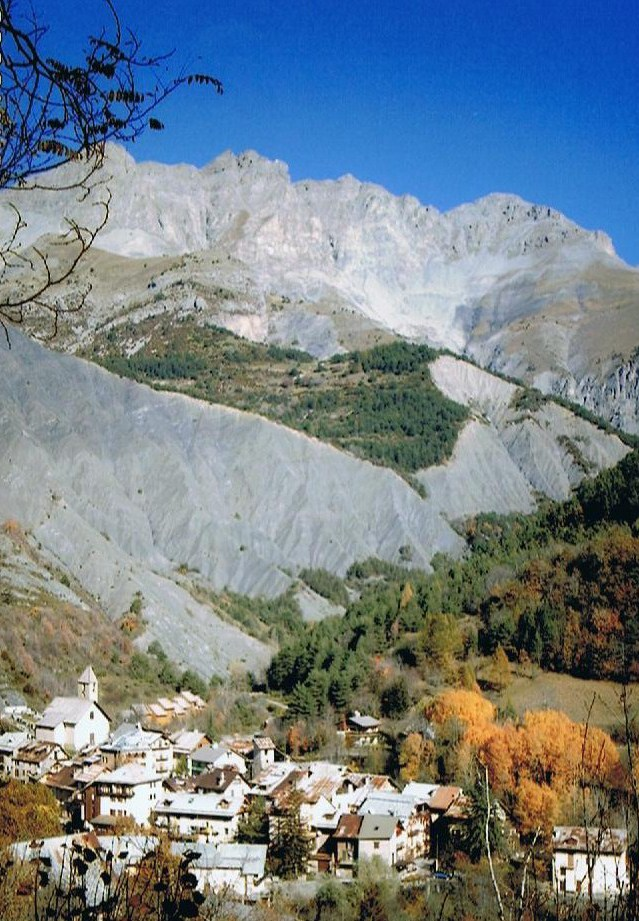
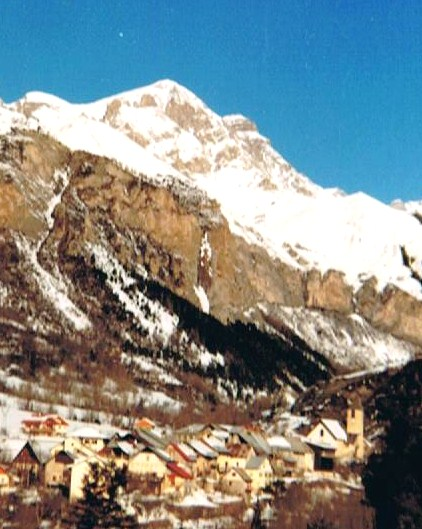
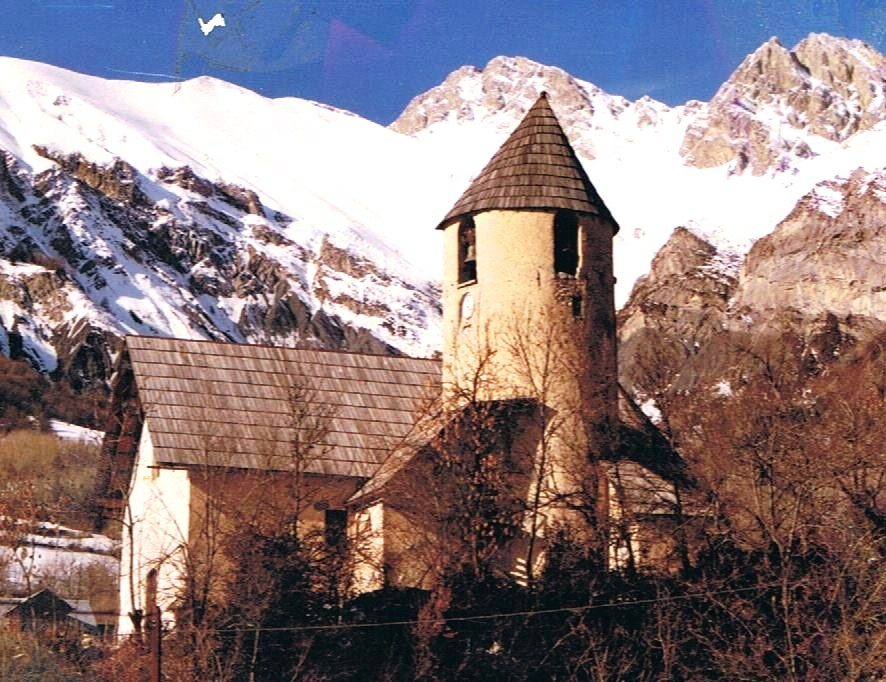
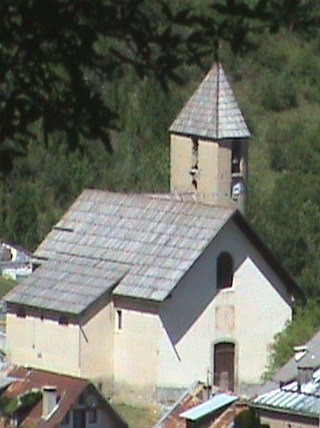
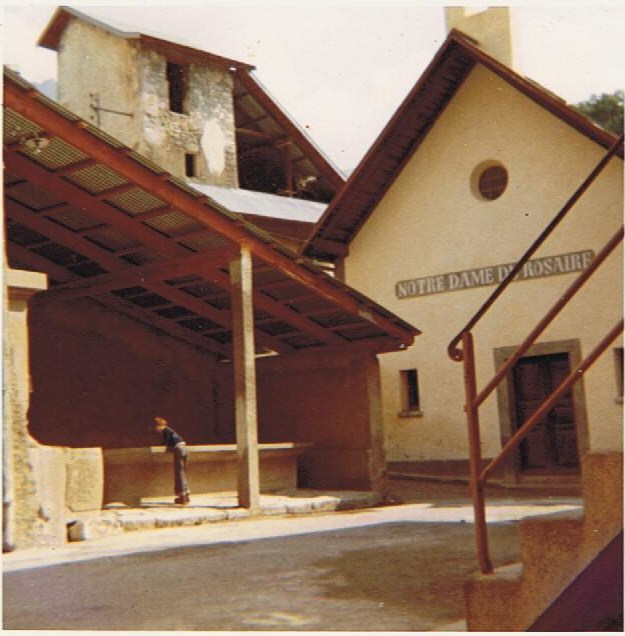
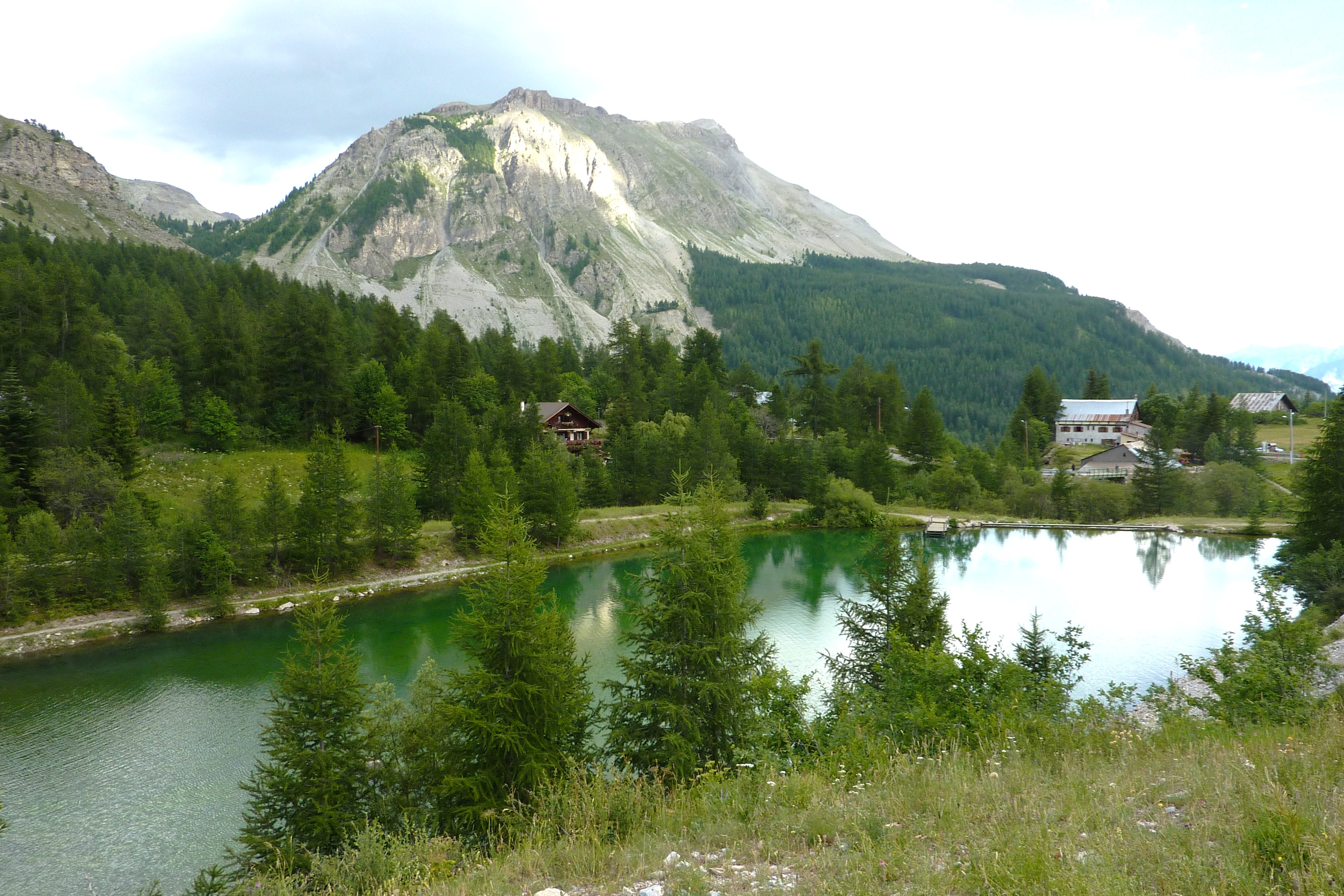
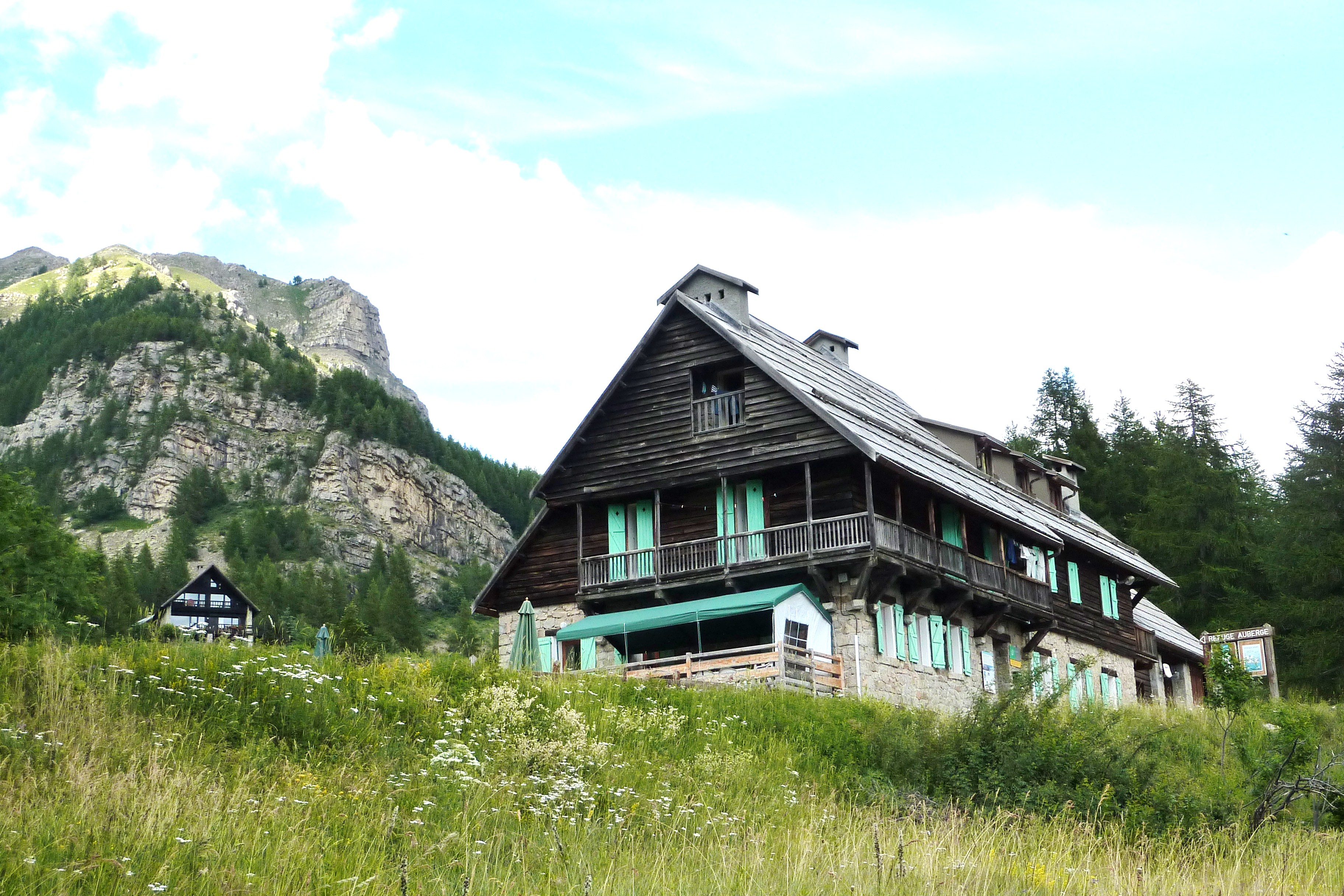